# Rauli Pudas
Rauli Antero Pudas, född 13 september 1954 i Alavieska, är en före detta finländsk stavhoppare, tävlande för Alavieskan Viri. 

## Idrottskarriär
Rauli Pudas blev finländsk juniormästare år 1973. Fyra år senare kom han på tredje plats i finländska mästerskapen för seniorer, för att år 1978 bli silvermedaljör och år 1980 slutligen finländsk mästare.
Pudas nådde sin största internationella framgång i Prag år 1978, då han blev bronsmedaljör vid europamästerskapen i friidrott. Tidigare på säsongen hade han slagit det finländska rekordet med ett hopp på 5,56 meter, men i internationella sammanhang var han okänd. I den dramatiska finalen den 1 september såg det länge ut som om Pudas skulle bli europamästare, men då både den sovjetiske hopparen Vladimir Trofimjenko och Pudas landsman Antti Kalliomäki klarade 5,50 meter i sina sista försök, passerade de Pudas i resultatlistan. Trofimjenko klarade sedan även 5,55 meter och säkrade guldmedaljen.
År 1980 blev Pudas uttagen i den finländska friidrottstrupp som fick åka till de olympiska spelen i Moskva. Drygt två veckor innan spelen i Moskva satte han nytt personligt rekord med 5,60 meter vid tävlingar i Brahestad. Den 28 juli startade han i den olympiska kvaltävlingens grupp B och kvalificerade sig till finalen genom att klara 5,35 meter i första försöket. I finalen två dagar senare gick det sämre. Pudas klarade 5,25 meter i första försöket, men rev sedan ut sig på 5,45 och slutade på tolfte och sista plats.
I Finnkampen på Stockholms stadion 1981 segrade Pudas med ett hopp på 5,40 meter.

## Meriter

### OS
- 1980 – tolfte

### EM
- 1978 – brons

### EM inomhus
- 1978 – elfte
- 1979 – nionde
- 1981 – tolfte

### Finländska mästerskapen
- 1976 – fjärde
- 1977 – brons
- 1978 – silver
- 1980 – guld
- 1981 – fjärde
- 1982 – fjärde
- 1986 – åttonde

### Finländska juniormästerskapen
- 1972 – brons
- 1973 – guld
- 1974 – brons

### Finländska mästerskapen inomhus
- 1977 – brons
- 1978 – guld
- 1980 – femte
- 1982 – guld

## Personliga rekord
Utomhus
- Stavhopp
  - 5,60 meter – Brahestad, 13 juli 1980

Inomhus
- Stavhopp
  - 5,47 meter – Laukas, 20 februari 1983